# Manfred Waack
Manfred Waack (* 8. November 1947) ist ein ehemaliger deutscher Fußballspieler.

## Leben
Verteidiger Waack erreichte 1971, 1972 und 1973 mit dem FC St. Pauli die Aufstiegsrunde zur Fußball-Bundesliga. In der Winterpause 1972/73 nahm er mit der Mannschaft an einer Ostasienreise mit Freundschaftsspielen in Indonesien, Hongkong und Thailand teil, die später seitens des Vereins als „legendärer Trip nach Ostasien“ eingestuft wurde.
Waack spielte in der Saison 1973/74 bei Eintracht Bad Kreuznach, ab 1974 wieder beim FC St. Pauli. In der Premierensaison der 2. Fußball-Bundesliga kam er 1974/75 auf 25 Spiele für die Hamburger, 1975/76 bestritt er weitere 18 Zweitligabegegnungen für St. Pauli.